# Hermann Gorter
Hermann Gorter, o també Herman Gorter, (Wormerveer, Zaanstad, Països Baixos, 26 de novembre de 1864 - Brussel·les, 15 de setembre de 1927) fou un escriptor i polític marxista neerlandès.
Durant la I Guerra Mundial, va mantenir una postura coherent amb el socialisme, això és, una oposició franca a la guerra. Va ser un dels fundadors del Partit Comunista Laborista, de caràcter antiparlamentari i va participar així mateix en el Partit Comunista Obrer d'Alemanya (KAPD). Representà, al costat del seu company Anton Pannekoek, una de les figures destacades del comunisme de consells o consellisme en els primers moments. Després de la requisitoria de Lenin als consellistes amb el seu famós escrit "La malaltia infantil del 'esquerranisme' en el comunisme", Gorter contraatacà amb la seva "Carta oberta al camarada Lenin". Després del fracàs de la intentona revolucionària de març de 1921, instigada pel Partit Comunista d'Alemanya (KPD), va escriure una altra carta oberta a Lenin (l'última de les que li va dirigir), amb el nom de "Les lliçons de les Jornades de Març". En aquest escrit, acusava Lenin d'haver estat l'inspirador d'aquest moviment insurreccional que estava clarament destinat a la derrota.